# Werner Hodler
Werner Oskar Felix Hodler (* 25. Juni 1887 in Nidau; † 17. April 1974 in Zuchwil; Bürger von Gurzelen) war ein Schweizer Germanist, Dialektologe, Lehrer und Redaktor. Bekannt wurde er in der Sprachwissenschaft insbesondere mit seinem monumentalen Werk über die berndeutsche Syntax, in den Kreisen der Bibelforscher durch die Herausgabe einer Zeitschrift und verschiedener religiöser Schriften.

## Leben
Hodler kam im Berner Seeland zur Welt, seine Eltern zogen aber wenig später in die Stadt Bern. Dort besuchte er die Schule und legte im Herbst 1906 die Matura ab. An der Universität Bern studierte er Germanistik, Anglistik, allgemeine Geschichte und Pädagogik und bestand 1910 die Prüfung für das höhere Lehramt. Ende 1911 promovierte er mit einer Arbeit über die berndeutsche Wortbildung. Anschliessend unterrichtete er ein Jahr an der kantonalen Handelsschule in Bellinzona Deutsch.
1912 wurde Hodler erst auf Probe, ab Anfang 1913 definitiv als Redaktor beim Schweizerischen Idiotikon angestellt und trat damit die Nachfolge von Emil Abegg an. Als infolge des Ersten Weltkriegs Bund und Kantone ihre Subventionen für das Wörterbuch stark kürzten, blieb dem Leitenden Ausschuss nichts anderes übrig, als dem jüngsten Redaktor, Hodler, 1915 zu kündigen.
Während vieler Jahrzehnte arbeitete er dann als Lehrer an der Handels- und Verkehrsschule Olten.

## Sprachwissenschaftliche Arbeiten
Hodlers 1911 eingereichte, 1915 gedruckte und 1970 nachgedruckte Dissertation Beiträge zur Wortbildung und Wortbedeutung im Berndeutschen ist bis heute einer der detailliertesten Arbeiten zur schweizerdeutschen Wortbildung. Anhand seiner berndeutschen Mundart zeigte er minutiös die zahlreichen Möglichkeiten der Sprache auf, beim Verb beispielsweise Ableitungen auf -e(n), -ele(n), -ere(n), -tse(n), -ne(n), -ige(n) und Präfigierungen mit g(e)-, b(e)-, ver-, zer-, er-, e(n)t-, beim Substantiv nebst anderen solche auf -i, -e(n), -er, ere(n), -el, -ele(n), -lig, -ech, -ete(n), -et, -i(n)g, -ei, -nis und so weiter.
Dass Hodler nach dem Verlassen des «Schweizerischen Idiotikons» nicht mehr an einer wissenschaftlichen Institution angestellt war, hinderte ihn nicht, weiterhin sprachwissenschaftlich zu publizieren. Nach seinem morphologischen Début widmete er sich mit Vorliebe der Syntax. Zwar wurde seine Arbeit Grundzüge einer germanischen Wortstellungslehre, die 1951 zum Druck bereit gewesen wäre, nie publiziert. Aber drei Jahre später, 1954, kam sein Buch Grundzüge einer germanischen Artikellehre in der renommierten Reihe «Germanische Bibliothek» heraus.
Anschliessend wandte er sich wieder dem Dialekt zu: 1969 erschien seine monumentale Berndeutsche Syntax. Konzipiert als Teil einer berndeutschen Grammatik, die ihrerseits als Neben- und Hilfsprodukt der Edition von Jeremias Gotthelfs Werk gedacht war, wurde Hodlers schliesslich rund 750 Seiten starke Beschreibung der dialektalen Syntax und Morphosyntax des südwestlichen Schweizerdeutsch zu einer der umfassendsten Untersuchungen über den Satzbau und damit verbundener Phänomene innerhalb der deutschen Sprache überhaupt. Ausser Gotthelf zog er als Quellen das Werk von Mundartautoren wie Ernst Balzli, Simon Gfeller, Hans Zulliger, Rudolf von Tavel, Otto von Greyerz und Emil Balmer bei und konsultierte überdies die verwandten Nachbardialekte, womit Texte des Solothurners Josef Reinhart ebenso einflossen wie solche der Walliser Moritz Tscheinen, Peter Joseph Ruppen und Hedwig Anneler. Besprochen wurde die Berndeutsche Syntax allerdings recht kritisch, was freilich nicht zuletzt dem Zeitgeist geschuldet war – en vogue waren damals Theorien wie diejenige der generativen Grammatik, wogegen Hodlers Grammatik dem traditionellen Modell folgte. Andreas Lötscher endete seine Rezension wie folgt:

«Im ganzen wird man also sagen können, daß trotz der höchst unbefriedigenden methodischen Verarbeitung der Probleme man beim aufmerksamen Studium eine Fülle von Problemen entdecken wird, die auf eine eingehende und detaillierte Untersuchung warten. Man kann nur hoffen, daß sie auch eine solche finden werden.»

Darüber hinaus publizierte Hodler immer wieder kleinere Beiträge zum Wortschatz, zur Syntax und zur Morphologie des Schweizerdeutschen im Sprachspiegel, dem Organ des Schweizerischen Vereins für die deutsche Sprache.

## Wirken als Bibelforscher
Hodler war ein aktiver Bibelforscher, wobei er zunächst innerhalb, dann ausserhalb der Wachtturm-Gesellschaft stand. Er war 1925 Mitarbeiter der schweizerischen Redaktion von Goldenes Zeitalter und ab 1940 Redaktor der Bibelforscherzeitschrift Die brennende Lampe. Im Weitern verfasste er Schriften wie Israel das Schicksal der Welt und Elias wird kommen. Sein Schreiben strahlte bis nach Amerika aus, wo die Gruppe «Tagesanbruch» 1932 unter seinem Verfassernamen die Schrift A Voice from Switzerland herausgab.

## Publikationen
- Artikel im Schweizerischen Idiotikon, Band VIII.

Bücher
- Beiträge zur Wortbildung und Wortbedeutung im Berndeutschen. Diss. Univ. Zürich. Francke, Bern 1915; Nachdruck Kraus, Nendeln/Liechtenstein 1970.
- Grundzüge einer germanischen Artikellehre. Winter, Heidelberg 1954 (Germanische Bibliothek, 3. Reihe).
- Berndeutsche Syntax. Francke, Bern 1969.
- Hrsg. von Felix Hodler: Der Berner Maler Hermann Hodler. 1888–1965. Darstellung seines Lebens und Wirkens auf Grund seiner Briefe und lebenslänglicher Verbundenheit durch seinen älteren Bruder Werner Hodler. Muri 1994.

Sprachwissenschaftliche Aufsätze
- Das Scheinobjekt. In: Sprachspiegel 15, 1959, S. 165–169 (Digitalisat).
- Rübis und stübis und andere Adverbien auf -is. In: Sprachspiegel 18, 1962, S. 100–104 (Digitalisat).
- Berndeutsche Etymologien. In: Sprachspiegel 19, 1963, S. 10–14 (Thema: die Wörter naadisch, notti, nüüschti) (doi:10.5169/seals-420703).
- Eine problematische Verbalform des Höchstalemannischen. Sprachspiegel 19, 1963, S. 108–111 (Thema: die Lautung wää für normalschweizerdeutsch wäär/wëër «wäre») (Digitalisat).
- Ein betagter Bock. In: Sprachspiegel 19, 1963, S. 143–145 (Thema: die Formen myner, dyner «meine, deine» usw.) (doi:10.5169/seals-420728).
- Von Relativpronomen und Relativsätzen im Berndeutschen. In: Sprachspiegel 20, 1964, S. 105–111 (erster Teil, doi:10.5169/seals-420768), 140–148 (dritter Teil!, doi:10.5169/seals-420779), 178–182 (zweiter Teil, Digitalisat).
- Eim im Sinn sy. Ein berndeutscher Ausdruck, der sich zu verstecken wusste. In: Sprachspiegel 20, 1964, S. 38–40 (Digitalisat).
- Zum Gebrauch der Verbalformen in Gotthelfs Schriftsprache. In: Spachspiegel 21, 1965 (doi:10.5169/seals-420819).
- Stilistisches zu Gotthelfs Sprache und allgemein zur Mundart. In: Sprachspiegel 23, 1967, S. 70–76 (doi:10.5169/seals-420913), 114–120 (doi:10.5169/seals-420926).
- Adverbialkomposition im Bernischen. In: Sprachspiegel 25, 1969, S. 12–18 (Digitalisat), 39–44 (doi:10.5169/seals-420979).
- Zum mundartlichen Satzbau. Konstruktionswechsel bei Gotthelf. In: Sprachspiegel 27, 1971 (Digitalisat).

Literaturwissenschaftlicher Aufsatz
- Zur Erklärung von Goethes «Iphigenie». In: Germanisch-romanische Monatsschrift 41, 1960, S. 158–164.

Religiöse Schriften und Beiträge
- Das Tier in Offenbarung 17 und 13: Biblische Studie. Brinkmann, 1931. (Übersetzung ins Englische: A Voice from Switzerland. New Jersey 1936.)
- Elias wird zuvor kommen. Degersheim 1936.
- Was will Gott mit den Juden? Eine Betrachtung der Judenfrage im Lichte der Bibel. Selbstverlag, Olten 1940.
- Untersuchungen über den Messias. Selbstverlag, Olten 1944.
- Israel, das Schicksal der Welt. Eine Betrachtung der Judenfrage. Olten und Schaffhausen 1949.
- Das Buch Hiob. Eine Deutung. Olten, 1950.
- Israel. Ein auserwähltes Volk. Schaffhausen 1963.
- Mitarbeit in der Zeitschrift Goldenes Zeitalter.
- Herausgabe der Zeitschrift Die brennende Lampe.

## Weblink
- Publikationen von und über Werner Hodler im Katalog Helveticat der Schweizerischen Nationalbibliothek